# 沈阳铁西体育场
沈阳市铁西体育场位于沈阳市铁西区重工街（原于洪苗圃），占地面积14万平方米、建筑面积3.5万平方米，原为综合体育场，2025年进行改造后转换为专业足球场。
该体育场曾于2008年至2013年，及2016年至2019年两个时间段作为辽宁沈阳宏运队主场，并于2025年改建完毕后作为辽宁铁人队主场使用。

## 数据
| 所在城市：沈阳市 | 投资额：1.2亿元 | 容量：4万人 | 占地面积：约9万平方米 |

## 历史
铁西体育场的前身是坐落于沈辽路上的老铁西体育场，由于沈阳市做为2008年北京奥运会的足球分赛场，沈阳市在建设沈阳奥体中心五里河体育场的同时，决定在重工街新址兴建新铁西新区体育场，工程于2006年6月30日开工。根据北京奥组委对京外赛区训练场地的要求，每个城市赛区除正式比赛场外尚需配备一个备用比赛场、四个训练场和一个备用训练场，以防正式比赛场突发意外导致比赛无法进行，铁西体育场因此被定为比赛备用场。
早在体育场兴建期间，颠沛流离多年、一心想将主场迁回沈阳的辽宁足球俱乐部便于2006年11月与铁西新区体育场达成了长期合作意向，并有意在铁西体育场竣工前将2007赛季主场暂时设于五里河体育场（五里河体育场同沈阳金德俱乐部的排他性冠名协定2006年底到期），但后来由于沈阳市决定拆除五里河体育场，2007年沈阳市内没有可以承办中国足球超级联赛的场地，即便辽足已于2006年12月与铁西体育场达成一致，2007赛季仍然因铁西体育场工期等因素无法回归沈阳。
然而由于东北地区的严寒，铁西体育场直至2008年中超开幕前仍然未能竣工，而是延至2008年6月3日竣工。2008年8月30日，铁西体育场首次用于中超联赛，阔别沈阳13年的辽足得以回归，而巧合的是辽足在铁西的首场比赛对手正是已南迁长沙的昔日死敌金德。
辽宁足球俱乐部曾于2008年至2013年，及2016年至2019年两个时间段以铁西体育场为主场（2014及2015赛季球队曾迁往盘锦市，以盘锦奥体中心红海滩体育场作为主场），铁西体育场也是辽足解散前最后一个使用过的主场体育场。

## 一度废弃及改建
铁西体育场改建前承办的最后一场足球比赛为2019年11月6日的中甲联赛升降级附加赛首回合，该场比赛辽宁沈阳宏运以0-0的比分战平中乙苏州东吴，这场比赛也是辽宁足球俱乐部解散前的最后一场主场比赛。此后铁西体育场因多种原因一度被废弃，场内不对外开放，仅有场外的个别儿童游乐场等对外营业。
2025年2月，沈阳当地媒体报道，铁西体育场即将开始进行改扩建工程。该次改造计划对原体育场结构进行向下挖掘，对基础配套设施进行全面升级、改造和扩容，全方位满足未来足球赛事、训练的各项专业化需求，改造后铁西体育场计划变为容纳4万人的专业足球场，同时作为辽宁铁人队未来的新主场使用。
该次改造工程于2025年5月竣工，实际改造中将原体育场的跑道改为草地覆盖，同时球场大屏幕改为彩色屏幕，座椅也重新进行更换。同年5月31日中甲联赛第11轮辽宁铁人农商银行主场对阵石家庄功夫的比赛为球场改造后的揭幕战，该场比赛辽宁铁人农商银行以1-0战胜石家庄功夫，辽宁铁人农商银行队球员张家鸣打入铁西体育场翻新后的首个进球。